# 旧ユニオン・アシュランス・カンパニーズビル

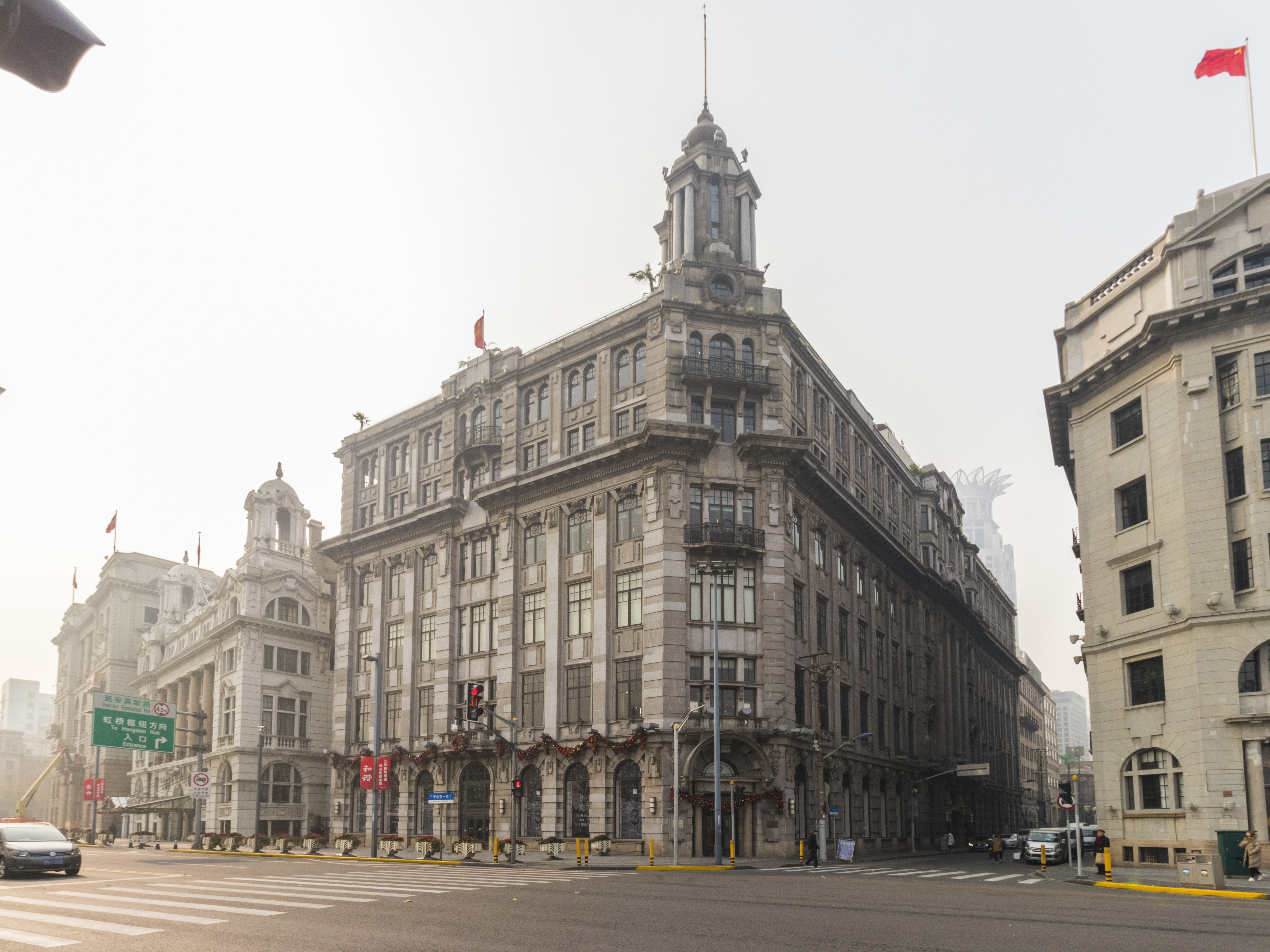
旧ユニオン・アシュランス・カンパニーズビル

ユニオン・アシュランス・カンパニーズビル（中国語: 有利大楼）は上海外灘に位置する建物。所在地の名称から外灘3号とも呼ばれる。
1916年に完成した建物で、この建物は幾つかの保険会社に使われた。後に現在のユニオン・バンク系列の保険会社ユニオン・アシュランスが入店して、使われるようになったためにこの名前がつけられた。これは上海で活躍することになるパーマー&ターナーの上海での初仕事であり、上海で最初の鉄筋コンクリート建築であった。
このビルは2241km2の建築面積をもち、6階建てで延べ床面積は13760km2であった。正面から外灘までの距離が狭かったために、正面玄関は広東路付近に位置している。この建築は全体にルネサンス建築風の新古典主義建築であり、正面から見ると左右対称になっている。また、一部にはバロック建築風の影響も見られる。屋根の要望は円形で角が塔のようになっている。
1937年、日本軍は上海を占領した。その後、ユニオン・アシュランスは戦時の損害の補填ができなかったために、保険会社は資産を凍結させた。その際にユニオン・バンクがビルを購入したが、1949年、上海が中国共産党の手に落ちるとビルを接収され、上海から撤退した。1953年以降ビルは上海市民建築設計協会が使用した。1997年、シンガポールの企業投資ファンドが、このビルを買い取り、2004年からは外灘3号と呼ばれる高級ショッピングセンターに変わっており、幾つかのレストランなども参入している。建物の復元工事は2006年アジアデザイン賞を受賞した。